# Paulhaguet
Paulhaguet település Franciaországban, Haute-Loire megyében. Lakosainak száma 855 fő (2022. január 1.). Paulhaguet Chassagnes, La Chomette, Couteuges, Domeyrat, Mazerat-Aurouze, Saint-Georges-d’Aurac, Saint-Préjet-Armandon és Salzuit községekkel határos.

## Népesség
A település népességének változása:
| Lakosok száma | 1203 | 996  | 921  | 973  | 912  | 887  | 876  | 868  | 864  | 855  |
|               | 1968 | 1982 | 1990 | 2006 | 2013 | 2015 | 2017 | 2019 | 2020 | 2022 |